# Solución algebraica
Una solución algebraica o solución en radicales es una forma cerrada, y más específicamente, una expresión algebraica de forma cerrada, que es la
solución de una ecuación algebraica en términos de coeficientes, valiéndose tan solo de sumas, restas, multiplicaciones, divisiones, potencias enteras y raíces (raíces cuadradas, raíces cúbicas y otras raíces enteras).
El ejemplo más conocido es la fórmula
introducida en la educación secundaria, solución de la ecuación de segundo grado
{\displaystyle ax^{2}+bx+c=0}
(donde  a  ≠ 0).
Existen soluciones algebraicas más complicadas para la ecuación de tercer grado y para la ecuación de cuarto grado. El teorema de Abel-Ruffini: 211  establece que la ecuación de quinto grado general carece de una solución algebraica, y esto implica directamente que la ecuación polinómica general de grado n, para n≥5, no se puede resolver algebraicamente. Sin embargo, para n≥5, algunas ecuaciones polinómicas tienen soluciones algebraicas; por ejemplo, la ecuación {\displaystyle x^{10}=a} se puede resolver como {\displaystyle x=a^{1/10}.} Consúltese ecuación de quinto grado para ver otros ejemplos de grado 5.
Évariste Galois introdujo un criterio que permite determinar qué ecuaciones pueden resolverse en radicales. Véase extensión radical para la formulación precisa de su resultado.
Las soluciones algebraicas forman un subconjunto de las formas cerradas, porque estas últimas permiten funciones trascendentes (funciones no algebraicas) como la función exponencial, la función logarítmica y las funciones trigonométricas y sus inversas.